# Skarven
Skarven est une île norvégienne du comté de Hordaland appartenant administrativement à Austevoll.

## Description
Il s'agit de plusieurs rochers désertiques qui s'étendent sur environ 50 m de longueur pour une largeur approximative équivalente. 